# Icthyophaga
Icthyophaga is een geslacht van vogels uit de familie havikachtigen (Accipitridae). De geslachtsnaam werd in 1843 geldig gepubliceerd door René-Primevère Lesson met daarin één soort de grote rivierarend. Voor de geslachtsnaam wordt soms ook de spelling Ichthyophaga gebruikt. De naam Ichthyophaga behoort echter tot een visparasiet uit de groep van de platwormen  (Platyhelminthes orde: Fecampiida; familie:Piscinquilinidae  Laumer & Giribet, 2017). Tot deze spelling is in 2017 besloten door de ICZN.
Volgens moleculair genetisch onderzoek gepubliceerd in 2005 werden de soorten uit  Icthyophaga ondergebracht bij het geslacht Haliaeetus. Vervolgstudies, gepubliceerd in 2018 wezen op grote genetische verschillen tussen deze geslachten en daarom zijn op de IOC World Bird List de soorten weer ondergebracht bij dit opnieuw ingestelde geslacht.
- Icthyophaga humilis  – Kleine rivierarend
- Icthyophaga ichthyaetus  – Grote rivierarend
- Icthyophaga leucogaster  – Witbuikzeearend
- Icthyophaga sanfordi  – Sanfords zeearend
- Icthyophaga vocifer  – Afrikaanse zeearend
- Icthyophaga vociferoides  – Madagaskarzeearend